# El Congo
El Congo es un distrito del municipio de Santa Ana Este del Departamento de Santa Ana en la zona occidental de El Salvador.
Tiene una extensión territorial de 91.43 km², tiene 27 587 habitantes según el censo salvadoreño de 2024. Para su administración se divide en 8 cantones y 41 caseríos.
| Censo | Población | Cambio | Porcentaje |
| ----- | --------- | ------ | ---------- |
| 2007  | 24 219    | N/D    | N/D        |
| 2024  | 27 587    | 3 368  | 13.9%      |

El Congo fue fundada como aldea a fines del siglo XIX estando en jurisdicción del municipio de Coatepeque. El 20 de marzo de 1933 se le dio el título de pueblo y se eridió el municipio. El 15 de agosto de 1955 se le dio el título de villa.

## Otorgamiento de ciudad
Durante la administración a cargo del Lic. Francisco Guillermo Flores Pérez y por Decreto Legislativo No.789, publicado en el Diario Oficial el 23 de diciembre de 1999, se le otorga el 'título de Ciudad' a la villa El Congo.
Art.2. - El Decreto No.789 entrará en vigencia ocho días después de su publicación en el Diario Oficial.

## Historia

### Antes de 1900
Reinaldo de Jesús García, nació el 7 de febrero de 1888, y su señora Elide García. Cuenta que aquí solamente había siete casas cuando él estaba pequeño y que son: la de la niña Refugio Ruano, dueña de una tienda pequeña en una casa de adobe y teja, allí exactamente donde hoy vive Escalón, y que esta es la misma casa y la misma tienda que compró y amplió doña Tránsito Morales, quien vivía con su esposo don Manuel V. En su hacienda que ahora es la Castellana de Carbonel, pero que cuando se separaron, ella se estableció aquí y una vez al año le hacía un rezo a la Virgen del Tránsito; cuenta que era muy alegre, con música y que tocaba muy bien un músico que se llamaba Benito Vanegas.
Continúa diciendo que en ese tiempo no era estación, sino que parada de bandera y que el tren no pasaba, sino que un auto - carro, color rojo que tenía un pito muy bonito, porque el tendido de durmientes no había llegado aún a Santa Ana.
Que Ricarda María y Elena Hernández tenían otra casa por lo que hoy es detrás de la estación. Había una gran tienda de don Manuel Samayoa donde vive ahora don Ricardo Samayoa Bonilla y que la niña Mariquita Alvarado, tenía su hogar en lo que fue después de Juanito Guevara.
Benigno Ramos y sus hijos eran buenos aserradores y que vendieron sus predios, donde hoy está la casa de don César Mancía.
Frente a la estación había otra casa, la que se encuentra siempre allí.
Julia de Jesús Núñez de Cortés, vivía por lo que después fue de don Alberto Arriaza. Dice que esto es lo que recuerda y que esta es la verdad.
Hablando con don Francisco E. Aguilar Ramos de 97 años de edad, en el barrio El Tránsito dice: que la Virgen del Tránsito estaba en Coatepeque y que Tomasa Trabanino la peleó con la gente de allá y la estableció en El Congo y le celebraba fiestas con orquesta y era muy alegre. Añade que la señora Trabanino era esposa de don Manuel Samayoa padres de doña Sara Samayoa y en este tiempo él vio que había micos y monos en abundancia, también tuncos de monte, venados, jabalíes, mapaches y cebras, él recuerda que ya se le llamaba Valle El Congo y que a los alrededores de aquí hasta el volcán nadie era dueño de las tierras; cualquiera cortaba zacate y hacía su rancho donde le parecía y las gentes que aquí vivían se fueron comiendo los animales, pues del volcán venían a tirar con escopetas a esta región selvática.
Para entonces las casas eran contaditas, como la de don Simeón Ramos, hermano de Benigno Ramos, casado con la señora Cresencia Morán. La casa de Benigno era por donde hoy está la de don César Mancía y la de Simeón donde hoy es de don Genovés Trigueros.
Juana Morán, hija de la niña Cresencia, vivía en la mejor casa de aquella época, frente a don Ricardo Samayoa Bonilla y la niña Mariquita Alvarado, hija de don Juan Alvarado donde hoy vive Alvarito Guevara. La mejor tienda era de la niña Tránsito Morales donde hoy está Rienal Escalón y que por donde está la farmacia América de doña Angelita de Dávila tenía su casa la niña Julia de Jesús Núñez de Cortés. Dice que esto es lo que él vio entonces y que sí se le contó también su madre doña Refugio Ramos.
Que en Coatepeque había un señor de nombre Leonso, pero no recuerda su apellido, que les daba dinero sobre hipoteca y por eso algunas de estas personas perdieron sus tierras y que don Virgilio Ramos se hizo evangélico, que era muy regalón y fue así que también perdió sus haberes.
Recordemos pues a don Ceferino Mancía y a doña Anselma Sánchez de Mancía, como propietarios de una hacienda que se llamaba 'Los Ángeles', parte de esta hacienda son ahora los cantones del Jabalí y El Zacatal. También fueron visionarios del transporte, porque tenían el negocio de diligencias o (SIATENSAS) en la estación de Coatepeque (o El Congo), para transportar a los turistas al bello Lago de Coatepeque.
Doña Tanchito Morales, matrona de este lugar, con un magnífico negocio y propietaria de la finca Trigueros, que ahora es de Carbonel, ella heredó a su hijo don Jorge Morales y a su esposa Angelita de Morales; siendo don Jorge, alcalde de este pueblo del 1 de enero de 1934 al 31 de diciembre de 1935.
Don José María Polanco y su esposa doña Cleotilde Escalón de Polanco, fundadores de la primera farmacia y dueños de las fincas 'San Lázaro' y 'La Virtud'.
Don Manuel Samayoa y doña Tomasita de Samayoa, mujer muy piadosa y entusiasta, encargada de las celebridades de nuestra Patrona la Virgen del Tránsito, en compañía de doña Sara Samayoa de Aceituno.
Doña Cresencia de Morán, que gustosa permitió se partiera su hacienda para que pasase el ferrocarril y se hiciera la estación, que le dio vida a nuestro pueblo, ella era dueña de las tierras que ahora forman parte del Centro de El Congo.
La conocimos muy anciana y su familia la sacaba cariñosamente a tomar el sol en un canasto. Descendientes de ella son Juan, Pedro y Amelia Morán.
El mejor negocio que había era el de doña Elena Escalón, dueña de la Finca Santa Elena, hoy de doña Carmela de Álvarez, allí se celebraban los mejores bailes y posadas pastorales; las gentes de aquel entonces caminaban por las calles polvorientas en noches de luna, para ver el bello nacimiento que tan artísticamente preparaban; por supuesto que en ese nacimiento nunca faltaban los melones y el incienso, que le daba el toque místico de un aire perfumado. Descendiente de ella fue la niña Nicha Escalón.
Don Fortunato López y doña Teva López de López, padres de numerosa familia, emprendedores que con sus luchas han dado empuje a esta ciudad. Ella acaba de cumplir 86 años, pero es tan jovial que causa admiración y siempre ha sabido hacer y... callarse.
Don José María Arce, descendiente directo de la familia del prócer José Manuel Arce, y su esposa Secundina de Arce, que casi siempre fue la primera capitana de las fiestas de este lugar y cuentan que en su casa se llevaban a cabo sesiones espiritistas, donde se oían tocar instrumentos y mover mesas para asombro de los invitados.
La señorita Mariquita Alvarado, doña Alejandra Samayoa de López y su hermana la señorita Mariquita López, doña Saturnina Flores; niña Rosenda Cardona, que enseñaba la doctrina; doña Tránsito Bernal, fundadora de los primeros estancos; Juan Ramírez, Miguel Ramírez, Indalecio Hernández; Julián Polanco y Paula Flores, María Fidelina Martínez y Catalina Alvarado, la niña Rodriga, don Ursulo Portillo; señoritas Piedad, Naty y Mayita Guzmán, familia de Cayo López; la niña Pío y don Genaro Quijada, Toya Mancía, Chico Aguilar, Chico Chacón y algunas otras familias que escapan por ahora de nuestra mente, pero poco más o menos, estos eran los habitantes de El Congo cuando pasó por aquí por primera vez el ferrocarril en el año de 1912.
Luego vinieron generaciones jóvenes que tuvieron la satisfacción de realizarse en este lugar que había tomado gran auge comercial, impulsado por la llegada del ferrocarril, esto atrajo también familias que se asentaron en ésta y se unieron a las que aquí vivían, pero podemos recordar a don Ceferino Mancía y doña Chusita Cerritos de Mancía, don Antonio Mancía y doña Isabel Vásquez de Mancía, don Daniel Mancía y doña Lucía González de Mancía, don Francisco Mancía y doña Emilia González de Mancía, don Lázaro Mancía y Mercedes Granados, don Ismael Menjívar y doña Concha Menjivar, don Rubén Polanco y doña Carmen Calderón de Polanco y su hermano don Víctor Manuel Polanco y doña Juana López y su hija Julia López, Nicolás Samayoa, Sabino Samayoa y Coronado Samayoa, Hortencia, Ofelia y Micaela Samayoa, Rosa Aceituno de Linares, Felipe Martínez y su esposo Delfina, Eugenio y Sebastián Ramírez, Eulalio y Mercedes Hernández, María Hernández, Luis Aceituno, Agustín Linares, Juan José Ayala, don Alejandro Ayala, Rosa Aceituno de Cantón, Tiburcio Ramos, Romelia y Margarita Samayoa, don Rubén Vásquez y Mercedítas Ramírez de Vásquez, Valentín Palacios y su esposa Toya de Palacios, don Octavio Castro, don Adelso Figueroa y su esposa Anita Farfán de Figueroa, don Juan Figueroa y Adela Magaña de Figueroa, Rosita Calderón, Joaquín Carballo, Chenta Chacón, Eufracia de Cantón, Carlos Aquino, Guillermo López y Cleotilde de López, Isabel María Luisa y Magdalena Bonilla, Emilio Zavaleta, Estanislao Hernández, doña Petrona Ramírez de Orozco, Sebastián Orozco, José García, Gervacio Chávez, Fidelina López, Jorge López, Beltán López, Alberto Arriza, Norberta Aguilar, don German Samayoa, Refugio Bonilla, Fidelia Centeno, el mayor Villeda y su esposa Isabel, Aniceto Martínez, Claudia Barahona Lucero, Modesta Aquitania Duarte, Baltazar y su esposa Dominga López, Miguel Ángel Ramírez, Isaías y María Escalón, Fidelia Vásquez, Casimiro Hernández, Eugenia Calidonio de Alfaro, don Fidel Arana, Zalomé Navas; haciendo omisiones involuntarias, estos eran los moradores antes y poco después del año de 1,930.
El doctor Francisco Antonio Reyes, donó el predio que ahora ocupa la Alcaldía y el mercado y donde está la escuelita.
Don Adelfo Figueroa donó el predio donde está el cementerio. 
El lugar que ocupa el Centro Escolar El Congo, eran terrenos baldíos que quedaron sin herederos, cuando falleció doña Mariquita Alvarado.
En 1935 compuso el músico - poeta Agustín Lara, la canción 'La Marimba' para una fiesta de agosto. En la cofradía de doña Isabel Vásquez de Mancía, en donde había una marimba amenizando el acto, fue allí donde se inspiró Lara; tomando los bolillos de manos de una marimbista, sonaron por primera vez los acordes de esa bella melodía que desde entonces soñadoramente ha sido como el himno de esta ciudad.
El Maestro Agustín Lara en esa fecha acompañaba al General Maximiliano Hernández Martínez que le había agasajado en el lago, regresando de allá y pasando como a las cuatro de la tarde por El Congo un día domingo.
En la báscula que tenían como bodega para el café los señores Álvarez, se celebraban los bailes y también servía como teatro. Allí la compañía 'Encanto' presentó muchas obras. Los asistentes tenían que llevar sus sillas.

### Año 1923
Tenemos en nuestras manos una copia de la escritura privada de compra venta, de un lote de terreno rústico situado en el cantón 'Congo' de la jurisdicción de Coatepeque que dice: Otorgado por doña Delfina Alvarado Mendoza de Martínez a favor del cura párroco de esta ciudad presbítero don Rafael Paz Fuentes, como representante legal de la Iglesia Parroquial (valor ¢25.00).
El documento dice: Renta Municipal de Coatepeque por ¢0.95 FO. To. CC. Don presbítero Rafael Paz Fuentes, pagado en esta Alcaldía , con los timbres municipales, que amortizados figuran al respaldo, la cantidad de noventa y cinco centavos, Impuesto de ¢ 25 escudos normales; ¢ 70.25 suma ¢0.95 Coatepeque 1 de mayo de 1923. Sello. Firma Alcalde. En la ciudad de Coatepeque a las once horas y treinta minutos del día primero de mayo de mil novecientos veintitrés. Ante los testigos que después mencionaré, digo yo, Delfina Alvarado Mendoza de Martínez, de cuarenta y ocho años de edad, de oficios domésticos y vecina del cantón El Congo de esta jurisdicción, que según la hijuela de participación extrajudicial inscrita bajo el número doscientos diez, páginas doscientas sesenta y ocho del tomo setenta y seis del Registro de la Propiedad de este departamento, soy dueña y legítima propietaria de un lote de terreno que me fue adjudicado como heredera de los bienes que al morir dejaron mis padres legítimos Agapito Alvarado y Lucía Martínez en dicha participación, situado en el mismo cantón de esta ciudad, compuesto de ciento sesenta áreas y media de extensión, lindante: al poniente, camino a la laguna de por medio con Luis Ramírez; al norte, con lote de Pedro Alvarado Mendoza; al oriente, con lotes de Felipe Martínez y Agapito Marcos Alvarado Mendoza; y al sur, con Gervacio Chávez hoy de la sucesión, camino de las pilas en medio.
De este lote descrito, he desmembrado una porción de terreno de la capacidad y linderos siguientes: al oriente, mide veinte varas o sean diecisiete metros setecientos veinte milímetros, lindante con el mismo lote de mi propiedad de donde se ha segregado esta porción; al poniente, otras veinte varas o sean dieciséis metros setecientos veinte milímetros con terreno de Luis Ramírez camino de la Laguna en medio; al norte, veinticinco varas o sean veinte metros novecientos milímetros, lindante con el mismo terreno de donde se desmembran; y al sur, otras veinticinco varas o sean veinte metros novecientos milímetros, lindante con terreno de Gervancio Chávez, hoy de la sucesión. Esta porción descrita la hago libre de todo gravamen y así se la vendo al señor cura párroco de este beneficio a cargo del presbítero don Rafael Paz Fuentes, por la cantidad de veinticinco colones que en moneda de curso legal tengo recibida a mi satisfacción, venta que le hago con todos sus usos, servidumbres y demás cosas anexas para que pueda constituir en dicha porción de terreno una ermita u oratorio.
Transmito a favor del comprador el dominio, posesión y demás derechos consiguientes, obligándome a la evicción y saneamiento, haciéndole la tradición por medio de esta escritura.
Presente yo el comprador, presbítero Rafael Paz Fuentes de veintiséis años de edad, sacerdote y de este domicilio, expreso: que en mi carácter de cura párroco de este beneficio, aceptó en todas sus partes la venta de la porción de terreno descrita que a mi favor se hace y por mi medio a la iglesia Parroquial de esta ciudad cuyos derechos representó legítimamente, dándome por recibido desde este momento.
Ambos otorgantes nos obligan a tener este contrato en todo tiempo por cierto y valedero y hacemos constar: que hemos tenido a la vista la constancia con que el comprador acredita su personería como párroco de esta parroquia y representante legal de ella. Leído que nos fue este instrumento a los otorgantes a presencia de los testigos don Angel Rugamas, de cuarenta y cuatro años de edad, zapatero y don Miguel Ángel Dueñas de veinticinco años de edad, escribiente, ambos de este domicilio, hábiles para testificar en materia de cartulación, manifestamos escrito y redactado nuestra voluntad y con las condiciones del contrato, no firmando yo, la vendedora Delfina Alvarado Mendoza de Martínez por no saber, pero a mi ruego lo hace mi legítimo esposo Felipe Martínez; y firmo yo el comprador junto con los mencionados testigos. Se agrega con las formalidades de ley la boleta de alcabala, causada por esta venta; y ninguno de los otorgantes pagamos el impuesto sobre la renta sobre raspado mis Vale. Enmendados-C.Vale. Entrelíneas; haciéndole la tradición por medio de esta escritura - Vale. Rogado por la vendedora Delfina Alvarado Mendoza de Martínez a que dice no saber firmar, lo hago yo como su legítimo esposo.
Firman: 
Felipe Martínez. Rafael Paz F.
Angel Rugamas. M.. M. Dueñas. 
Queda tomado razón bajo el número cuarenta y cinco, páginas sesenta y ocho a setenta del libro de registro de documentos privados que lleva esta alcaldía en el corriente año.
Alcaldía Municipal: Coatepeque. A las once horas y cuarenta minutos del día primero de mayo de mil novecientos veintidós.
M.M. Mertrm. M. R. Aguilar.

### La gente
'Estábamos hablando si es lo que le falta hoy en día. Sencillez, sí, pero ahora no es el tiempo igual que antes, porque yo me fijo en los niños chiquitos; mire yo tengo un bisnieto por hay, ese niño es más viveza que a saber quien, tremendo el niño y antes... si antes éramos bien ignorantes, no le cuento pues, que teníamos una pandilla de hermanos. Las hembras de una edad como de 13 o 14 años, todos bajaban al río, ese que yo le digo 'El Ojo de Agua', íbamos a bañarnos ya nosotros cipotes, todos, ellas se desvestían, si calzón y sin más nada. Toda la puñada de bichos bañándonos, ya chichuditas ellas, pero no había malicia, ninguna manía de que alguien se anduviera fijando en algo, pero ahora en día, Dios guarde... hasta los niños chiquitos ya son grandes pícaros...'
Teodoro Hernández. 62 años.

## Frutos, patrimonio de El Congo
Se inició el negocio de la fruta en 1978, recién inaugurada la autopista.
Existían algunos negocios de fruta ubicados en la aldea La Cruz, perteneciendo en esa época a Coatepeque, la cual pasa a pertenecer a El Congo por el decreto legislativo en el año de 1983.
Cuando se puso en servicio la autopista disminuyó el paso de vehículos por la Aldea la Cruz, ubicada a las orillas de la calle vieja (Panamericana), fue por esa razón que algunos negocios de fruta se trasladaron a la autopista, siendo esas personas, especialmente la familia Serrano, pioneros en la creación de esa zona comercial que tanta fama y progreso le está dando a El Congo.
Cuando esas personas se trasladaron a la autopista con sus negocios pequeños, tuvieron que limpiar los terrenos y remover grandes cerros de tierra a donde iban a construir sus locales a la orilla de la autopista y es así como se inicia la venta de frutas en esa zona.
Con el tiempo se han sumado otros negocios creándose un complejo comercial porque no se vende solo la fruta, ya que algunas personas han ampliado sus negocios con la venta de platillos de rica comida savadoreña sin faltar las tradicionales pupusas, yuca, licuados de fruta y cervezas. 
Entre estos negocios tenemos: Merendero El Paraíso, Tonos Merenderos, Frutas Chayito, Don Bony y Frutas Minita. Existen otros negocios que solo venden comida y otros solo fruta y sus derivados de los cuales hacemos mención:
- Frutería Ramírez.
- Ranchito carne a la parrilla.
- Frutas y licuados 'Any'.
- Comedor 'Yeny'.
- Tienda 'Joseline'.
- Taquería 'México'.
- Comedor de don José Batres.
Existiendo al mismo tiempo otros negocios sin nombre. 
La zona donde están los negocios de fruta es privilegiada, primero es por su posición geográfica, segundo por su clima tan fresco y tercero por la atención que se brinda, aunado a lo anterior la variedad de frutas y derivados, bebidas (cerveza y vinos) y ricas pupusas típicas, todo lo mencionado anteriormente le ha encantado al visintante, que se ha vuelto un cliente asiduo y es así como se ha vuelto una zona turística, muy visitada por la comunidad y por personas de otros departamentos y extranjeros.
Hay guatemaltecos que vienen para agosto a comprar jocote de corona y otros visitantes vienen a comprar Chantillí y de uva que lo distribuye doña Tita Serrano, dueña de Merendero El Paraíso, siendo la única persona que lo vende en la zona de Occidente.
Es importante mencionar al Merendero El Paraíso y Tonos Merenderos que todos los fines de semana le ofrecen al visitante música de marimba y de cuerdas incrementando más el turismo.
Las fruterías y los merenderos son visitados por gente muy importante entre estas personas tenemos: diputados, ministros, grandes industriales y comerciantes sin dejar de mencionar a los viajeros camioneros que transportan o traen productos de Guatemala; también los excursionistas que pasan por el lugar.

## Turismo
Entre los sitios de atracción turística, El Congo cuenta con el Lago de Coatepeque, lago que hoy pertenece a los municipios de Santa Ana y El Congo, perteneciendo la mayor parte a este último. Recuérdese que en un tiempo la jurisdicción de El Congo pertenecía al municipio de Coatepeque. El lago de Coatepeque es un espejo de agua de origen volcánico, sus aguas cristalinas son ideales para practicar deportes como buceo, Kayak,vela y otros deportes acuáticos. Si lo que deseas es disfrutar de sus aguas cristalinas puedes rentar algunos lugares privados o buscar algunos balnearios públicos como lo es Centro Obrero Constitución donde por el precio económico puedes gozar de este bonito complejo y disfrutar de los paseos en lancha que allí ofrecen pequeños empresarios que se dedican a ese rubro turístico, también puedes visitar el lugar conocido por la bendición donde también encontrarás lugares públicos donde tomar un baño.
Si lo que quieres es solo disfrutar el ambiente y disfrutar de las delicias puedes visitar la zona de los miradores; donde la vista es paradisíaca y podrás disfrutar los platillos que allí ofrecen.
Calle al Cerro Verde también hay miradores donde puedes disfrutar de la frescura del campo con vista al lago de Coatepeque en el sector conocido como Los Pinos, allí está el mirador donde podrás observar los islotes formados que parecen  anteojos. Allí se encuentran pequeños comerciantes que venden antojitos propios del lugar. Si lo que buscas es más privacidad puedes visitar allí mismo en Los Pinos el Restaurante Vista al Lago donde ofrecen servicio a la carta y cabañas a precios accesibles y con una vista impresionante del Lago de Coatepeque

## Alcaldes
Los alcaldes que han fungido desde el 25 de marzo de 1933, hasta el año de 2018, son los siguientes:
1. Don Juan Sebastián Cediel Gómez. Del 5 de abril al 31 de diciembre de 1933
2. Don Jorge Morales. Del 1 de enero de 1934 al 31 de diciembre de 1935
3. Don Fortunato López Samayoa. Del 1 de enero de 1936 al 31 de diciembre de 1937 y del 20 de junio de 1943 al 31 de diciembre de 1946
4. Don Antonio Mancía Sánchez. Del 1 de enero de 1938 al 20 de junio de 1944 y del 5 de diciembre de 1950 al 13 de agosto de 1946
5. Don Rubén Darío Polanco. Del 21 de junio al 30 de octubre de 1944
6. Don Adelso Figueroa Castillo. Del 31 de octubre de 1944 al 19 de junio de 1945
7. Don Justo Rufino Palma Flores. Del 1 de enero de 1947 al 19 de marzo de 1949
8. Don Alberto Estupinián. Del 20 de marzo de 1949 al 4 de diciembre de 1950
9. Don Daniel Adolfo Arévalo Trigueros. Del 14 de agosto de 1952 al 13 de agosto de 1956
10. Don Rafael López y López. Del 14 de agosto de 1956 al 13 de agosto de 1958
11. Don José Rubén Vásquez. Del 14 de agosto de 1958 al 16 de marzo de 1961
12. Don Raúl Magaña Martínez. Del 17 de marzo de 1961 al 30 de abril de 1964
13. Doña Dora Mancía. Del 1 de mayo de 1964 al 30 de abril de 1966
14. Don José Luis López. Del 1 de mayo de 1966 al 30 de abril de 1970
15. Don Octavio Antonio Castro. Del 1 de mayo de 1970 al 20 de abril de 1972
16. Don Juan Manuel López Aguizábal. Del 1 de mayo de 1972 al 20 de abril de 1976
17. Don Macario Melara. Del 1 de mayo de 1976 al 31 de diciembre de 1979
18. Don Rafael Antonio Peraza Hernández. Del 1 de enero de 1980 al 21 de diciembre de 1981
19. Don Feliciano César Aguilar. Del 22 de diciembre de 1981 al 4 de noviembre de 1982
20. Don Simeón Lorenzo Hernández. Del 5 de noviembre de 1982 hasta 1984
21. Sr. René Obdulio Agreda Massin. Desde 1984 hasta 1986
22. Sr. Ovidio Baños Marthell. Desde 1986 hasta 1989
23. Sra. María Isabel Barahona de Cabrera. Desde 1993 hasta 1999
24. Sr. Mario Cartagena. Desde 2000 hasta 2003
25. Sr. Milton Lombardo Escobar Guerrero desde  1 de mayo de 2004 a abril-2006
26. Sra. María Isabel BArahona de Cabrera, mayo de 2006 a abril de 2009
27. Sr. Milton Lombardo Escobar Guerrero, mayo de 2009-abril de 2012
28. Ing. Edwin Enrique Parada Quezada desde 2012-2014
29: Ing. José Rodolfo Antonio Hernández Quijada, mayo de 2014 a abril de 2018
29. Sr. Eduardo Ernesto Lara Matas desde mayo de 2018-abril de 2021
30. Lic. Wilfredo Javier Ramos Baños desde mayo de 2021-presente.

## Reseña deportiva
Antes de 1932 fue formado por don Rubén Polanco un equipo de base-ball, que fue la gloria de aquellos tiempos en el que participaban Toño Samayoa, Beto Posada, Julio Azucena, Chogui Hernández, Pedro Quijada, Vicente Aguilar, Antonio Sermeño, Carlos Orozco y además, un grupo de empleados de don Ceferino Mancía, cuyos nombres no recordamos.
En un terreno que poseía don Francisco Velásquez que se llamaba 'El Campo', ocupaban el predio solo para jugar base-ball. Los deportistas de entonces se reunían todas las tardes para sus entrenamientos.
En 1932 llegó a este poblado don Valentín Palacios, de oficio carpintero, originario de Quezaltepeque, habiendo organizado el primer equipo de foot-ball, que se llamó 'Pipiles'.
Como los señores del base-boll ocupaban una franja del campo y no había otro predio, pidieron permiso a don Benigno Velasco y ayudados por su hijo del mismo nombre, accedió gustoso y se los dio teniendo que destronconar el resto del terreno lleno de espino blanco, lo demás era granal natural y fue ese 'el estadio', como le llamaban y donde comenzaron los encuentros deportivos en tardes inolvidables que los llevó a victorias que todavía recuerda Valentín.
Valentín fungió como jugador en todos los puestos para enseñarles los reglamentos del juego a los muchachos que hasta entonces solamente habían jugado base-boll; luego fue el entrenador y después primer capitán.
Posteriormente para tener respaldo, formaron una directiva con los señores siguientes: Francisco Mancía Sánchez, Adelso Figueroa, Fortunato López, Modesto Martínez, Antonio Siguenza y otro. Luego se fusionaron los del equipo de foot-ball y los de base-ball, formando un equipo de foot-ball que le llamaron 'Club Deportivo El Salvador'; siendo el presidente de esa directiva a don Rubén Polanco quien trajo por primera vez la pelota más moderna que se llamaba 'siragoma' que era de un alto costo. También él fue nombrado como entrenador del equipo, celebrando las sesiones en su casa de habitación. Este equipo duró hasta 1,940, habiendo obtenido muchos triunfos en canchas propias y ajenas para satisfacción de todos.
Formaron parte de este recordado equipo los jugadores siguientes: Ovidio y Miguel Marciano, Carlos Orozco, Beto Posada y el gran arquero Rafael 'muela de gallo' y otros que se nos escapan de nuestra memoria.
En 1963 surgió en equipo juvenil a iniciativa de Raúl Enrique Magaña Polanco que se llamó 'Los Pieles Rojas' en el que jugaban Nayo Sermeño, Raúl Enrique, Meme 'Manchi' Palacios, Eliú Morán, Víctor Manuel ' pato Valencia', Yoalmo Figueroa, Calín Bonilla, Roberto Barrera, Luis Ernesto Flores y otros muchos de ellos han sido figuras en el foot-ball nacional.
Este equipo juvenil era patrocinado por doña Carmen de Polanco (de grata recordación), quien sufragaba los gastos del equipo.
Ellos realizaban encuentros con equipos de varias ciudades del departamento, incluyendo Armenia.
Habiendo realizado más de quince encuentros amistosos, de los cuales solamente perdieron dos, por lo que fueron muy admirados.

## Educación
Hace muchos años, las señoritas Ángela, Lucía y Trinidad Martínez, fueron las primeras profesoras de una Escuela Urbana Mixta de primero y segundo grado; ubicada al lado de la vía férrea, por el guarda ganado, cerca de la jabonería.
Después fue profesor, don Francisco Bernal, sobrino de la niña Cunda esposa de don José María Arce.
Ya en 1931 fue nombrado como director de la escuela, por el Ministerio de Educación, don José Eliseo Sermeño, persona muy querida por los habitantes de este lugar. Contrajo matrimonio en 1936 con la señorita Mercedes Escalón. Dedicó toda una vida con gran devoción a la formación educativa de los jóvenes de esta población; en 1,963 se jubiló y poco tiempo después se trasladó a San Salvador para unirse a su familia; casi todos profesionales y muy estimados, nacieron en nuestra querida ciudad, de lo cual se sienten orgullosos.
Como primer subdirector recuerda a don Fernando Enrique Piche, no queriendo dejar de mencionar a don Eladio Carbajal, hondureño, pero reconoció como su patria a El Salvador. Aquí él se proyectó como un gran profesor y educador, tenía una personalidad polifacética e investigador de nuestra historia, compositor, tocaba guitarra y marimba y otros instrumentos, hacía veladas, celebraba las fiestas cívicas con gran amor, etc. Encontró en algunos documentos antiguos, que el cantón 'Bigote' antes fue llamado 'Siete Príncipes' y luchó para que volviera a su nombre de origen.
Con su esposa Brisa Marina de Carbajal, fundó una escuela en un terreno que donó don Tiburcio Ramos y luchó porque llegara la luz eléctrica a ese cantón.
Donde él estaba reinaba la alegría. También fundó otra escuela en este lugar, con el nombre de Escuela Unión Centroamericana, que es numerosísima.
Compuso la siguiente canción:
Los Siete Príncipes se llama mi cantón,
Lindo rincón de este amado Cuscatlán,
Donde yo paso la vida con afán,
Cantando siempre el compás del corazón.
En esta escuela que es templo del saber,
Feliz aprendo lo que es educación,
Porque es hogar de amor y comprensión,
De sol y de amistad y de cordial querer.
Sus tierras fértiles nos dan
Mucho café y del mejor
Y muchas frutas que son primor,
Como alimento y como pan.
A Santa Ana llevan más
Naranjas, nísperos y pipián,
Los agucates y dulces mangos
Y otras frutas de este cantón.
En marimba tocaba una canción de su inspiración que se llamaba 'Micos bailando', la que fascinaba a sus alumnos y vecinos y la bailaban con gran alegría.
También llegó aquí un señor que se llamaba don Lucio Nóchez; nadie recuerda de donde era, pero sí se sabe que no era profesor oficial. Su manera de trabajar fue especialísima; primero se daba a conocer con los vecinos, después los motivaba para que fundaran una escuela rural, siendo él, el primero en aportar, luego servía como primer profesor (también era músico) y él mismo se preocupaba para que la escuela fuese oficial, así fundó la Escuela Bigote, Escuela Lago, Escuela Monte Bello. Su misión era formar escuelas rurales y así iba de caserío en caserío. Murió trágicamente en Venecia, delante de Potosí.
Había escuelas privadas, una de ellas era la de la señorita Marta Morales, que tenía muchos alumnos que pagaban su cuota mensual.
Estas personalidades tan especiales fueron mentores de la educación de esta ciudad.

## Religión
Durante mucho tiempo los feligreses de El Congo, pertenecieron a la parroquia de Coatepeque y como las siguientes, hay muchas certificaciones de bautismos y otros documentos en los archivos parroquiales de dicha ciudad:
El infrascrito cura de esta parroquia, presbítero José María Dávila, certifica que: al folio doscientos noventa y seis frente, del tomo 14 de bautismos de archivo que lleva esta parroquia, que comenzó el año de 1871 y terminó en el de 1878, se encuentra la partida que literalmente dice así:
En Coatepeque, a treinta y uno de julio de mil ochocientos setenta y siete, yo, el cura de este beneficio, bauticé solamente a Gerónima, que nació el veintinueve del presente; hija legítima de Víctor Flores y de Cresencia Ramírez; fue su padrino Estanislao Hernández, casado con Paulina Chávez, a quien advertí su obligación espiritual parentesco y para que conste firmo._ José María Dávila._ Rubricado._ y al margen._ Gerónima Flores. Fs. C. Y.
Es conforme con su original,
Casa parroquial de Coatepeque, febrero tres de mil novecientos uno.
El infrascrito cura párroco de esta ciudad certifica que: el folio 450 del tomo 16 de bautismos en este archivo parroquial, se registra la partida que literalmente dice:
En Coatepeque, a primero de abril de mil novecientos seis, yo, el cura de esta parroquia, bauticé solemnemente a Víctor que nació en veintinueve del mes próximo pasado, en El Congo; hijo legítimo de Jorge Flores y Gerónima Flores; a su madrina, Florencia Ramírez, advertí lo necesario. Conste Daniel Zayas._ Rubricado._ Al margen se lee: n.º 137, Víctor Flores, H.E.
Es conforme: 
Coatepeque, a los trece días del mes de julio del año del señor, mil novecientos seis.
Firma: Manuel de J. D. B. Z.
Presbítero.
Pero desde el catorce de agosto de mil novecientos cuarenta y siete, El Congo fue parroquia como lo atestigua el siguiente documento:
A las seis horas de la tarde del catorce de agosto de mil novecientos cuarenta y siete en la iglesia de la Villa de El Congo, el infrascrito presbítero José López Sandoval, canciller del Gobierno Eclesiástico de la diócesis de Santa Ana, en presencia del señor cura párroco de Coatepeque, de los presbíteros Fausto Cristales y Alfredo Quinteros, señores alcaldes municipales de El Congo y Coatepeque a nombre del Exemo. Sr. Obispo erigió y declaró la profesión de fe y el juramento antimodernísta del Pro. Dn. Alfredo Burgos e invistiéndole de sobrepelliz y estola se dio posesión en la parroquia de El Congo.
Firman:
J. A. Bracamonte. José López Sandoval.
Alcalde de Coatepeque. Canciller.
Rafael López y López. José Alfredo Burgos.
Alcalde de El Congo. 
José Luis Olmedo.
Párroco de Coatepeque.
Esta parroquia estará formada por la jurisdicción de la Villa de El Congo y sus cantones: La Laguna, El Guineo, San José de las Flores, El Pezote, El Rodeo, La Presa; del municipio de Coatepeque por los cantones: El Tinteral, Palo Negro, La Joya, La Aldea de la Cruz, una parte de los cantones Sierte Príncipes, Santa Marta, San José, San Juan, El Bálsamo y Puerto Arturo; de la parroquia de Izalco por el cantón Las Lajas. La nueva parroquia de la Divina Providencia de El Congo, estará limitada la oriente con el arzobispo de San Salvador, al poniente por la parroquia de El Carmen y borde del volcán de Santa Ana, al norte por la parroquia de Coatepeque y al sur por las parroquias de Armenia e Izalco.
Desde entonces los párrocos han sido:
Presbíteros: José Alfredo Brugos, Carlos Barromeo Castillo, Antonio Guzmán, José Luis Gamero.
RELIGIOSIDAD POPULAR DE EL CONGO.
La religiosad popular es : el conjunto de creencias acerca de Dios. De las actividades básicas que de esas convicciones se derivan y las expresiones que las manifiestan, es la forma que la religión adopta en una cultura determinada, fundamentalmente a la religiosidad del pueblo es un conjunto de valores y conocimientos que responden de acuerdo a la religión cristiana y a los ministerios de la existencia.
La religión cristiana en América fue establecida por los españoles, a partir del descubrimiento del mundo.
Uno de los medios de evangelización usado por los religiosos españoles fue el establecimiento de las 'Cofradías'.
Las cofradías son asociaciones religiosas formadas por personas que le profesan devoción a determinado santo y se encargan de realizarle la celebración en la fecha según el calendario católico.
Las cofradías posiblemente se originó de los 'collegia romanos' y de las 'diaconías cristianas'. Estas aparecen durante el siglo IX en Europa, en las gildas y geldonias.
Las cofradías persisten todavía hoy como conocemos en El Salvador; es un sincretismo de ideas y formas (expresiones) españolas e indígenas, manifestada en un arte y la religiosidad auténticamente popular.
Estas son instituciones autónomas, tanto de parte de las autoridades eclesiásticas, como las autoridades municipales, únicamente cumplen determinados acuerdos, como es la celebración de una misa solemne, el propio día dedicado al santo de la cofradía, juntamente con otras celebraciones como procesión y quema de pólvora, etc.
La expresión formal de las cofradías, es un conjunto de cargos jerárquicos que forman la estructura; un ejemplo claro sería las cofradías que celebraban nuestros antepasados en honor a la virgen del Tránsito, quienes a su vez recibían nombres de autoridad de cada cofradía como las llamadas tradicionalmente 'mayordomo' (autoridad máxima de cada cofradía) y 'capitana' (segunda autoridad de cada cofradía). Las celebraciones que cada cofradía realiza a cargo del santo, son una mezcla de actividades artísticas, sociales, festivas y religiosas.
Las actividades más sobresalientes de la cofradía pueden citarse: las religiosas que incluyen rezos, procesiones, misas y arreglos de altares.
Laborales: que son las preparaciones de los alimentos que se servirán durante las celebraciones. 
Recreativas: estas incluyen la quema de pólvora , música de banda, bailes y bebidas embriagantes, entre otras.
Entradas u ofrendas: estos son grupos de personas que llevan a obsequiar al santo de la cofradía regalos generalmente se hacen acompañar de música de banda o pito y tambor, también con música de cuerda, los regalos pueden ser: alimentos, flores, velas, dinero en efectivo, en las celebraciones de las cofradías existen los llamados 'enseres', que son los utensilios utilizados para todas las actividades antes descritas entre estos tenemos: floreros, jarrones, caramín, ropa de santo, cofres de madera, cortinas de tela, manteles, mesas, bancos, sartenes, ollas, etc.
ORIGEN Y FECHA QUE SE CELEBRA.
FIESTAS PATRONALES.
Cuentan que a finales de 1,800 había siete casas y de estas familias doña Tránsito Morales que al establecerse en el cantón se hacía un rezo a la Virgen del Tránsito, el cual era muy alegre amenizado con música de cuerda.
En ese tiempo no era estación, sino parada de bandera y que el tren no pasaba sino que un auto-carro color negro porque el tendido de durmientes no había llegado aún a Santa Ana.
Fue hasta el año de 1,910 que se terminó el tendido de durmientes a Santa Ana, pasando el tren por esa fecha iniciándose así la evolución de esta comunidad.
A través de las entrevistas realizadas, se llega a la conclusión de que la primera capitana fue doña Secundina de Arce, esposa de don José Manuel Arce.
Esta señora celebraba la fiesta en honor a la virgen, lo hacía en una ramada grande que mandaba a construir; con rezos, también organizaba un baile amenizado con música de cuerda y otras veces con marimba a la cual asistían miembros de la comunmidad y vecinos adyacentes.
Se puede decir que las señoras: Tránsito Morales y doña Secundina de Arce, influyeron en alguna manera en la comunidad para que la Virgen del Tránsito fuera patrona del lugar.
Ya para el año de 1,920, El Congo había crecido vertiginosamente, siendo cantón todavía. Crecía su población, iniciaba una vida comercial que lo haría evolucionar.
Por esa época existía un grupo de familias que se preocupaban por el desarrollo de su comunidad. De estas familias podemos mencionar algunas: la familia Samayoa, familia López, familia Figueroa, familia Orozco y otras que se escapan de la memoria.
Entre el año de 1,918 y 1,945, sucedieron muchas cosas que sería el punto de partida en su evolución el cantón El Congo.
La comunidad adquirió el terreno en el año de 1,923, construyéndose unos años después la iglesia con la ayuda de la comunidad; fue construida con horcones y adobe; alguien de la comunidad sugirió que en el altar mayor a donde se colocaría la virgen, tenía que haber un tesoro, muchas personas contribuyeron con cadenas, anillos, esclavas, medallas y monedas, todo esta era de oro y lo enterraron en un hoyo cuadrado, siendo esto su tesoro.
La construcción de esta iglesia se llevó a cabo por gestiones de doña Sara Samayoa y su esposo don José Luis Aceituno.
El 25 de marzo de 1,933 se le dio el título de pueblo al cantón El Congo, en este período hubo un grupo de personas honorables que fungieron como capitanas con fervor religioso y alcaldes entusiastas que colaboraban a que las fiestas fueran lo más alegre posible.
Las personas que fungieron como capitanas tenemos:
- Doña Anselma de Mancía.
- Doña Tomasa Trabanino de Samayoa.
- Doña Petrona Ramírez de Orozco.
- Doña Cristina de Avelar.
- Doña Isabel Vásquez de Mancía.
- Doña Sara Samayoa de Aceituno.
- Doña Jesús de Mancía.
- Doña Rosa Hernández de Núñez.
- Doña Teya López de López.
- Doña Refugio de Samayoa.

Al inicio de este período (1,918 - 1,935), las fiestas eran de nivel de cantón y personas adyacentes. Se construía una gran ramada en donde colocaban a la virgen para celebrarle su fiesta la cual se había traído de Coatepeque. 
En otras oportunidades hacían la celebración en una casa particular y los días que se celebraban eran 13, 14 y 15 de agosto.
La cofradía se ubicaba en la ramada, donde se le colocaba la limosna y recibía un cartucho con marquezote, dos dulces y una horchata.
En cuanto al comercio no era muy relevante se vendía mada más que dulces, bebidas y comida; se construían champas a la orilla de la calle para ubicar los negocios.
Los juegos recreativos nada más llegaban uno o dos aparatos mecánicos manuales: una rueda de caballitos y una rueda de sillas voladoras, se ponía un palo encebado con dinero y había revientas de piñatas.
En el período de 1,930 - 1,950, el desarrollo de las fiestas fue mejor, había más organización y colaboración, sobre todo por los señores alcaldes, incluso ya había sido construida la iglesia que debido a que se deterioró con el tiempo, fue derrumbada y construida otra en la década de 1,950 - 1,960. 
En el aspecto religioso se hacían los preparativos un mes antes de los días de la celebración con las famosas entradas (14 de agosto).
Venía un grupo de cada cantón con un cuadro adornado y con una mascarada adelante haciendo muecas y bailando, entonces la capitana de las fiestas, mandaba un grupo de colaboradores con música de marimba o la banda y en algunas veces, con música de pitos acompañada por un tambor. Frente a la iglesia se hacía una ramada a donde ponían la cofradía o ramo amenizado con música de marimba o banda municipal que fue desintegrada por al año de 1,952 más o menos.
En esta época no había sido nombrado un cura todavía para la iglesia, por lo cual venía uno de Coatepeque para oficiar las misas y la procesión del 14 de agosto.
En cuanto al comercio, se construían champas a la orilla de la calle principal, en donde vendían golosinas, comida, artesanías, dulces y sin faltar las fondas.
Vendían el aguardiente copiado, sin faltar la música de cuerda y los fonógrafos, lo cual se daba cinco centavos por cada canción.
Se organizaban bailes por todas partes, incluso en oportunidades había bailes de disfraces con cucurucho y máscaras, a estos bailes se les llamaban 'zarabandas', ya que era cinquiado.
El baile que tenía fama era el que organizaba don Chilano López; el baile que es tradicional lo celebraban el día 14 de agosto en el lugar llamado 'La Bodegona'. Y a finales de este período se montaba un campo de feria con varios juegos mecánicos; la mayoría de veces lo ubicaban frente a la estación de ferrocarril. En ocasiones se organizaban carreras de caballos, de bicicleta, torneos de foot-boll, sin faltar el famoso palo encebado, también venían circos el cual desfilaban con sus payasos por la calle anunciando su función. 
Hasta este período, las capitanas organizaban las fiestas en un 75% aproximadamente. Vale la pena volver a mencionar que con su colaboración desinteresada, las fiestas que organizaban llevaban alegría a todos los sectores de la comunidad.
En estos períodos las reinas de las fiestas patronales, eran elegidas por simpatía; elegían a la candidata y la pedían a los padres.
En cuanto al comercio, del año 1,950 hasta acá, ha evolucionado tremendamente; hay negocios bien establecidos que para esos días incrementan sus ventas, ya no son las champas que se construían; tenemos los negocios de la autopista, que para esa fecha son concurridos, donde se vende todo tipo de frutas y comidas.
En cuanto a recreación, desde 1,950, siempre se ha creado un campo de la feria con juegos mecánicos, tales como: rueda de caballitos y silla voladora pequeña, pero con el correr de los años los juegos mecánicos que llegan actualmente son mejores.
El campo de la feria ha estado en distintos lugares, últimamente lo ubican en el centro de la ciudad.
Se organiza un torneo de foot-boll intercantonal como años anteriores. Hay revienta de piñatas como en años anteriores de 1,950- 1,960; todavía se organizaba carreras de caballos y bicicleta, habiendo desaparecido ese tipo de actividad. En 1,960, más o menos, se organizaba el correo; es una carroza humorística, satírica y cómica, donde ridiculizan a personas, pero sin ánimo de molestar; generalmente es el primer día que inician las fiestas y al mismo tiempo destribuyen el programa, el cual ya se hizo tradición.
La Casa de la Cultura participa con actividades culturales; lo está haciendo desde 1,990.
La capitanía dejó de fungir como un ente organizador hasta el año de 1,950 más o menos. La comunidad se organiza en un 'comité de festejos'; tipo de organización que subsiste hasta hoy.
Este comité se organizaba unos 5 meses antes de las celebraciones, para planificar todas las actividades, coordinando con el cura párroco y representantes de barrios u otros sectores.
En lo religioso, las entradas se volvieron una tradición; vienen de distintos cantones con su mascarada, traen un cuadro adornado de algún santo y es recibido con cohetes y música por la banda regimental que se contrata en Santa Ana.
El día 14 de agosto, se saca la virgen en procesión por las calles principales y después vuelve a la iglesia, donde se vela, y el día 15 de agosto es la ascensión de la Virgen a los cielos.
Desde 1,950 para acá, se han organizado turnos para obtener recursos, creando algunos pasatiempos, ventas de golosinas, etc. y algunas veces han organizado la cofradía, la cual subsiste hasta hoy en la iglesia, pero únicamente para la gente de los cantones, los cuales tienen su día en la iglesia.
Esta cofradía la organizan los hijos de María; está organizada por una banda regimental que logran la manden de Santa Ana y también ponen música moderna para atraer a la gente, esto lo hacen desde 1,987.
En cuanto a la elección de la reina de las fiestas patronales, del año 1,960, hasta el año de 1,987, ha sido por venta de votos, salvo que algunos dos períodos haya sido por simpatía, pero a partir de 1,987 se elige por simpatía.
Se elige unas 4 o 5 señoritas de cada barrio y cada 15 días se hace una fiesta bailable en donde compiten en un evento de donde sale la ganadora; después la ganadora de cada barrio compite en una fiesta balilable final y de aquí sale la reina de las fiestas patronales, la que es coronada en la fiesta bailable del día 14 de agosto, que es ya una tradición.
Reinas de siempre.
Conversando con una de ellas, los ojos le brillaron de nostalgia y comenzó a recordar. Entre las anécdotas cuenta que la coronación la hacía el Sr. Gobernador en el atrio de la iglesia y de allí partían en solemne procesión hacia el baile de gala.
El baile era llamado de gala, porque ellos debían ir de traje y ellas con vestido formal; solamente los caballeros pagaban la entrada y a las señoritas les enviaban a su casa la tarjeta de invitación y era requisito presentarla para entrar.
IGLESIA EVANGELICA.
Antes de 1930 había en la Aldea de la Cruz una iglesia evangélica que ocupaba un rancho de paja, pero era muy concurrida. Fue fundada por la señora Juana Morán y su hijo Rafael Morán.
MINI BIOGRAFIA.
Federico Ernesto Mebius, nació el ocho de mayo de mil ochocientos sesenta y nueve en la ciudad de Victoria Beitis Columbia, Canadá. Arribó a El Salvador en el año de 1,906, fue misionero de la Organización 'Fe Apostólica'. La primera congregación que fundó de esta organización fue en las Lomas de San Marcelino, pero la primera Iglesia Evangélica Apostólica que fundó en la Aldea de la Cruz, fue en el año de 1,929, habiendo contraído matrimonio con la señorita María Rodriga Hurtado de ese lugar; le bendijo Dios con numerosa familia, vecinos de esta ciudad; falleció en Santa Tecla en el año de 1,942.
Contaba él que había llegado primero a Panamá y que allí lo capturaron unos indios y le quemaron todos los libros que traía, dejándole solamente la Santa Biblia, y que cuando lo libertaron, tomó camino hasta llegar a El Salvador, pues tenía la convicción de que aquí estaba su ministerio.